# 후지요시 가이지로
후지요시 가이지로(일본어: 藤吉 皆二朗, 1992년 1월 11일 ~ )는 일본의 축구 선수이다.

## 구단 경력
그는 2014년부터 2017년까지 J리그의 SC 사가미하라에서 활동하였다.